# Jeff Meacham
Jeff Meacham es un actor estadounidense, más conocido por su papel en la serie de comedia Black-ish.

## Primeros años
Meacham asistió al Booker High School en Sarasota, Florida.

## Carrera
Después de graduarse en la Escuela de artes escénicas Booker en 1997, Meacham interpretó una variedad de papeles pequeños en producciones como Guiding Light y Ugly Betty. En 2006, Meacham apareció en una campaña publicataria sólo para Internet para un sistema de afeitado. Después de que el anuncio, en el que interpretaba al "Shave Everywhere Guy", se hiciese viral, Meacham comenzó a recibir interés de agentes. Más notablemente, Meacham ha interpretado el papel de Josh Oppenhol en la comedia Black-ish, y el papel recurrente del Director Bradford en la serie de Nickelodeon The Thundermans. Además, Meacham ha interpretado el papel de Fred Flaterman en Resident Advisors. En 2018, Meacham fue nominado para un Premio del Sindicato de Actores al  mejor reparto de televisión - Comedia.
Meacham aboga por los permisos familiares pagados y los servicios de guardería asequibles a través de Make it Work.

## Personal
Meacham está casado con la Christy Meyers.